# Megaselia protarsella
Megaselia protarsella är en tvåvingeart som beskrevs av Rudolf Beyer 1965. Megaselia protarsella ingår i släktet Megaselia och familjen puckelflugor. Inga underarter finns listade i Catalogue of Life.